# Milziade Magnini
Milziade Magnini (Deruta, 13 febbraio 1883 – 1951) è stato un chirurgo e politico italiano.

## Biografia
Milziade Magnini nacque a Deruta era fratello maggiore di Manlio Magnini e cugino del ceramista Alpinolo Magnini. Laureato in medicina, fu medico chirurgo e divenne primario nell'ospedale militare di Taranto e libero docente alla facoltà di medicina Università di Bari.
Nella città jonica fu un personaggio di spicco del partito fascista, fu il potente segretario federale del partito, nonché deputato dal 1934 al 1943. Fece parte del Consiglieri nazionali della Camera dei fasci e delle corporazioni come componente della corporazione del vetro e della ceramica.
Magnini a Taranto fece costruire lo splendido omonimo palazzo gentilizio in stile rinascimentale veneziano su viale Virgilio.
Milziade Magnini collezionò oltre mille esemplari in maiolica antica italiana, collezione che fu acquistata nel 1990 dal Comune di Deruta. Attualmente è esposta presso il Museo regionale della Ceramica della città umbra.